# Lista nagród i nominacji Beyoncé
Lista nagród i nominacji amerykańskiej piosenkarki Beyoncé, która w swojej karierze otrzymała dużą ilość nagród za pracę na rzecz muzyki. Jest laureatką 35 nagród Grammy (pośród 99  nominacji), co czyni ją najczęściej honorowanym oraz nominowanym artystą w historii nagród Grammy. Dodatkowo jest najczęściej nagradzaną artystką przez BET Award (32 nagrody), Soul Train Music (21 nagród) oraz NAACP Image Awards (27 nagród). Po zdobyciu 27 nagród MTV Video Music Awards Beyoncé jest drugą najczęściej nagradzaną osobą w tym plebiscycie oraz trzecią najczęściej wyróżnianą przez tygodnik Billboard, posiadając 27 statuetek Billboard Music Awards. W swojej karierze Beyoncé zdobyła m.in.: 5 nagród Brit (pośród 13 nominacji), 7 Europejskich Nagród Muzycznych MTV (pośród 34 nominacji), 16 nagród ASCAP Pop Music Awards oraz 2 nagrody iHeartRadio Music (pośród 21 nominacji).
Otrzymała wiele nagród i nominacji za pracę filmową i telewizyjną. W 2022 została nominowana do Oscara za utwór „Be Alive” z filmu King Richard: Zwycięska rodzina. Otrzymała 11 nominacji do Primetime Emmy Awards m.in. za najlepszą reżyserię i scenariusz; w 2025 otrzymała swoją pierwszą statuetkę Emmy w karierze. Dodatkowo została nominowana do Daytime Emmy Award oraz Sports Emmy Award. Jest laureatką dwóch nagród Critics’ Choice Movie Awards oraz otrzymała: 5 nominacji do Złotego Globu (w tym jedną za aktorstwo w filmie Dreamgirls), 6 nominacji do Nagrody Satelita (w tym dwie za aktorskwo), nominację do nagrody Gildii Aktorów Ekranowych oraz 14 nominacji do Black Reel Awards (w tym trzy w kategoriach aktorskich).

## Najważniejsze nagrody

### Nagroda Akademii Filmowej
| Rok  | Film                            | Kategoria                                  | Rezultat  | Przypis |
| ---- | ------------------------------- | ------------------------------------------ | --------- | ------- |
| 2022 | King Richard: Zwycięska rodzina | Najlepsza piosenka oryginalna („Be Alive”) | Nominacja | [ 1 ]   |

- Dodatkowo nominację do Oscara otrzymał utwór „Listen” wykonywany i napisany przez Beyoncé do filmu Dreamgirls[2]. Według zasad Akademii uznawani są tylko trzej główni twórcy nominowanej piosenki, a komitet organizacji uznał, że wkład wokalistki był najmniejszy, dlatego nie została uznana jako nominowana[3].
- Utwór „Spirit” napisany m.in. przez Beyoncé, na potrzeby remake filmu Król lew został zawarty na oficjalnej liście przed nominacyjnej do Oscara w kategorii Najlepsza piosenka oryginalna[4].

### Nagroda Grammy
| Rok  | Nominowane dzieło                                  | Kategoria                                                   | Rezultat  | Przypis |
| ---- | -------------------------------------------------- | ----------------------------------------------------------- | --------- | ------- |
| 2004 | Dangerously in Love                                | Najlepszy album Contemporary R&B                            | Wygrana   | [ 5 ]   |
| 2004 | „Crazy in Love”                                    | Nagranie roku                                               | Nominacja | [ 5 ]   |
| 2004 | „Crazy in Love”                                    | Najlepsza piosenka R&B                                      | Wygrana   | [ 5 ]   |
| 2004 | „Crazy in Love”                                    | Najlepszy występ melodyjno-rapowany                         | Wygrana   | [ 5 ]   |
| 2004 | „The Closer I Get to You” (wraz z Luther Vandross) | Najlepszy występ R&B kolaboracyjny                          | Wygrana   | [ 5 ]   |
| 2004 | „Dangerously in Love 2”                            | Najlepszy kobiecy występ wokalny R&B                        | Wygrana   | [ 5 ]   |
| 2005 | „Lose My Breath”                                   | Najlepszy występ R&B kolaboracyjny                          | Nominacja | [ 5 ]   |
| 2006 | Destiny Fulfilled                                  | Najlepszy album Contemporary R&B                            | Nominacja | [ 5 ]   |
| 2006 | „Cater 2 U”                                        | Najlepszy występ R&B kolaboracyjny                          | Nominacja | [ 5 ]   |
| 2006 | „Cater 2 U”                                        | Najlepsza piosenka R&B                                      | Nominacja | [ 5 ]   |
| 2006 | „Wishing on a Star”                                | Najlepszy kobiecy występ wokalny R&B                        | Nominacja | [ 5 ]   |
| 2006 | „So Amazing”                                       | Najlepszy występ R&B kolaboracyjny                          | Wygrana   | [ 5 ]   |
| 2006 | „Soldier”                                          | Najlepszy śpiewano-rapowana kolaboracja                     | Nominacja | [ 5 ]   |
| 2007 | B’Day                                              | Najlepszy album Contemporary R&B                            | Wygrana   | [ 5 ]   |
| 2007 | „Déjà Vu”                                          | Najlepsza piosenka R&B                                      | Nominacja | [ 5 ]   |
| 2007 | „Déjà Vu”                                          | Najlepszy śpiewano-rapowana kolaboracja                     | Nominacja | [ 5 ]   |
| 2007 | „Ring the Alarm”                                   | Najlepszy kobiecy występ wokalny R&B                        | Nominacja | [ 5 ]   |
| 2008 | Dreamgirls: Music from the Motion Picture          | Najlepsza ścieżka dźwiękowa                                 | Nominacja | [ 5 ]   |
| 2008 | „Irreplaceable”                                    | Nagranie roku                                               | Nominacja | [ 5 ]   |
| 2008 | „Beautiful Liar” (wraz z Shakira)                  | Najlepsza popowa kolaboracja wokalna                        | Nominacja | [ 5 ]   |
| 2009 | „Me, Myself and I” (wersja live)                   | Najlepszy kobiecy występ wokalny R&B                        | Nominacja | [ 5 ]   |
| 2010 | I Am... Sasha Fierce                               | Album roku                                                  | Nominacja | [ 5 ]   |
| 2010 | I Am... Sasha Fierce                               | Najlepszy album Contemporary R&B                            | Wygrana   | [ 5 ]   |
| 2010 | „Halo”                                             | Nagranie roku                                               | Nominacja | [ 5 ]   |
| 2010 | „Halo”                                             | Najlepszy wokalny występ kobiecy pop                        | Wygrana   | [ 5 ]   |
| 2010 | „Single Ladies (Put a Ring on It)”                 | Piosenka roku                                               | Wygrana   | [ 5 ]   |
| 2010 | „Single Ladies (Put a Ring on It)”                 | Najlepsza piosenka R&B                                      | Wygrana   | [ 5 ]   |
| 2010 | „Single Ladies (Put a Ring on It)”                 | Najlepszy kobiecy występ wokalny R&B                        | Wygrana   | [ 5 ]   |
| 2010 | „At Last”                                          | Najlepszy tradycyjny występ R&B                             | Wygrana   | [ 5 ]   |
| 2010 | „Ego”                                              | Najlepszy śpiewano-rapowana kolaboracja (wraz z Kanye West) | Nominacja | [ 5 ]   |
| 2010 | „Once in a Lifetime”                               | Najlepsza piosenka napisana na potrzeby mediów wizualnych   | Nominacja | [ 5 ]   |
| 2011 | The Fame Monster (jako jeden ze współwykonawców)   | Album roku                                                  | Nominacja | [ 5 ]   |
| 2011 | „Telephone” (wraz z Lady Gagą)                     | Najlepsza popowa kolaboracja wokalna                        | Nominacja | [ 5 ]   |
| 2011 | „Halo” (wersja live)                               | Najlepszy wokalny występ kobiecy pop                        | Nominacja | [ 5 ]   |
| 2012 | I Am... Tour                                       | Najlepszy film muzyczny                                     | Nominacja | [ 5 ]   |
| 2012 | „Party”                                            | Najlepszy śpiewano-rapowana kolaboracja (wraz z André 3000) | Nominacja | [ 5 ]   |
| 2013 | „Love on Top”                                      | Najlepszy tradycyjny występ R&B                             | Wygrana   | [ 5 ]   |
| 2014 | „Part II (On the Run)”                             | Najlepszy śpiewano-rapowany występ                          | Nominacja | [ 5 ]   |
| 2015 | Beyoncé                                            | Album roku                                                  | Nominacja | [ 5 ]   |
| 2015 | Beyoncé                                            | Najlepszy album Surround Sound                              | Wygrana   | [ 5 ]   |
| 2015 | Beyoncé                                            | Najlepszy album Urban Contemporary                          | Nominacja | [ 5 ]   |
| 2015 | „Drunk in Love”                                    | Najlepszy występ R&B                                        | Wygrana   | [ 5 ]   |
| 2015 | „Drunk in Love”                                    | Najlepsza piosenka R&B                                      | Wygrana   | [ 5 ]   |
| 2015 | On the Run Tour: Beyoncé and Jay-Z                 | Najlepszy film muzyczny                                     | Nominacja | [ 5 ]   |
| 2017 | Lemonade                                           | Album roku                                                  | Nominacja | [ 5 ]   |
| 2017 | Lemonade                                           | Najlepszy album Urban Contemporary                          | Wygrana   | [ 5 ]   |
| 2017 | Lemonade                                           | Najlepszy film muzyczny                                     | Nominacja | [ 5 ]   |
| 2017 | „Formation”                                        | Nagranie roku                                               | Nominacja | [ 5 ]   |
| 2017 | „Formation”                                        | Piosenka roku                                               | Nominacja | [ 5 ]   |
| 2017 | „Formation”                                        | Najlepszy teledysk                                          | Wygrana   | [ 5 ]   |
| 2017 | „Don’t Hurt Yourself”                              | Najlepszy rockowy występ                                    | Nominacja | [ 5 ]   |
| 2017 | „Hold Up”                                          | Najlepszy solowy występ popowy                              | Nominacja | [ 5 ]   |
| 2017 | „Freedom”                                          | Najlepszy występ śpiewano-rapowany                          | Nominacja | [ 5 ]   |
| 2019 | Everything is Love                                 | Najlepszy album Urban Contemporary                          | Wygrana   | [ 5 ]   |
| 2019 | „Summer”                                           | Najlepszy występ R&B                                        | Nominacja | [ 5 ]   |
| 2019 | „Apeshit”                                          | Najlepszy teledysk                                          | Nominacja | [ 5 ]   |
| 2020 | The Lion King: The Gift                            | Najlepszy popowy album wokalny                              | Nominacja | [ 5 ]   |
| 2020 | „Spirit”                                           | Najlepszy solowy występ popowy                              | Nominacja | [ 5 ]   |
| 2020 | „Spirit”                                           | Najlepsza piosenka napisana na potrzeby mediów wizualnych   | Nominacja | [ 5 ]   |
| 2020 | Homecoming                                         | Najlepszy film muzyczny                                     | Wygrana   | [ 5 ]   |
| 2021 | „Black Parade”                                     | Nagranie roku                                               | Nominacja | [ 5 ]   |
| 2021 | „Black Parade”                                     | Piosenka roku                                               | Nominacja | [ 5 ]   |
| 2021 | „Black Parade”                                     | Najlepszy występ R&B                                        | Wygrana   | [ 5 ]   |
| 2021 | „Black Parade”                                     | Najlepsza piosenka R&B                                      | Nominacja | [ 5 ]   |
| 2021 | „Savage Remix”                                     | Nagranie roku                                               | Nominacja | [ 5 ]   |
| 2021 | „Savage Remix”                                     | Najlepszy rapowy występ                                     | Wygrana   | [ 5 ]   |
| 2021 | „Savage Remix”                                     | Najlepsza piosenka rapowa                                   | Wygrana   | [ 5 ]   |
| 2021 | „Brown Skin Girl”                                  | Najlepszy teledysk                                          | Wygrana   | [ 5 ]   |
| 2021 | Black Is King                                      | Najlepszy film muzyczny                                     | Nominacja | [ 5 ]   |
| 2023 | Renaissance                                        | Album roku                                                  | Nominacja | [ 5 ]   |
| 2023 | Renaissance                                        | Najlepszy elektroniczny/taneczny album                      | Wygrana   | [ 5 ]   |
| 2023 | „Break My Soul”                                    | Nagranie roku                                               | Nominacja | [ 5 ]   |
| 2023 | „Break My Soul”                                    | Piosenka roku                                               | Nominacja | [ 5 ]   |
| 2023 | „Break My Soul”                                    | Najlepsze taneczne nagranie                                 | Wygrana   | [ 5 ]   |
| 2023 | „Virgo's Groove”                                   | Najlepszy występ R&B                                        | Nominacja | [ 5 ]   |
| 2023 | „Plastic off the Sofa”                             | Najlepszy tradycyjny występ R&B                             | Wygrana   | [ 5 ]   |
| 2023 | „Cuff It”                                          | Najlepsza piosenka R&B                                      | Wygrana   | [ 5 ]   |
| 2023 | „Be Alive”                                         | Najlepsza piosenka napisana na potrzeby mediów wizualnych   | Nominacja | [ 5 ]   |
| 2025 | Cowboy Carter                                      | Album roku                                                  | Wygrana   | [ 6 ]   |
| 2025 | Cowboy Carter                                      | Najlepszy album country                                     | Wygrana   | [ 6 ]   |
| 2025 | „Texas Hold ’Em”                                   | Nagranie roku                                               | Nominacja | [ 6 ]   |
| 2025 | „Texas Hold ’Em”                                   | Piosenka roku                                               | Nominacja | [ 6 ]   |
| 2025 | „Texas Hold ’Em”                                   | Najlepsza piosenka country                                  | Nominacja | [ 6 ]   |
| 2025 | „16 Carriages”                                     | Najlepszy występ country                                    | Nominacja | [ 6 ]   |
| 2025 | „II Most Wanted” (ft. Miley Cyrus)                 | Najlepszy solowy występ country                             | Wygrana   | [ 6 ]   |
| 2025 | „Ya Ya”                                            | Najlepszy występ Americana                                  | Nominacja | [ 6 ]   |
| 2025 | „Bodyguard”                                        | Najlepsza solowa piosenka pop                               | Nominacja | [ 6 ]   |
| 2025 | „Levii's Jeans” (ft. Post Malone)                  | Najlepsza popowy występ kolaboracjny                        | Nominacja | [ 6 ]   |
| 2025 | „Spaghettii” (ft. Linda Martell & Shaboozey)       | Najlepszy występ melodyjno-rapowany                         | Nominacja | [ 6 ]   |

### Nagroda Emmy

#### Primetime Emmy Awards
| Rok  | Nominowane dzieło                                        | Kategoria                                                           | Rezultat  | Przypis |
| ---- | -------------------------------------------------------- | ------------------------------------------------------------------- | --------- | ------- |
| 2013 | Pokaz na Super Bowl z Beyoncé w roli głównej             | Outstanding Short Form Comedy, Drama or Variety Series              | Nominacja | [ 7 ]   |
| 2015 | On the Run Tour: Beyoncé and Jay-Z (Program telewizyjny) | Outstanding Variety Special (Live)                                  | Nominacja | [ 7 ]   |
| 2016 | Beyoncé: Lemonade (film)                                 | Outstanding Variety Special (Pre-Recorded) (jako producentka)       | Nominacja | [ 7 ]   |
| 2016 | Beyoncé: Lemonade (film)                                 | Outstanding Directing for a Variety Special (jako reżyserka)        | Nominacja | [ 7 ]   |
| 2019 | Homecoming (film)                                        | Outstanding Variety Special (Pre-Recorded) (jako producentka)       | Nominacja | [ 7 ]   |
| 2019 | Homecoming (film)                                        | Outstanding Directing for a Variety Special (jako reżyserka)        | Nominacja | [ 7 ]   |
| 2019 | Homecoming (film)                                        | Outstanding Writing for a Variety Special (jako scenarzystka)       | Nominacja | [ 7 ]   |
| 2019 | Homecoming (film)                                        | Outstanding Music Direction                                         | Nominacja | [ 7 ]   |
| 2025 | Beyoncé 2024 NFL Halftime Show                           | Outstanding Variety Special (Live) (jako producentka)               | Oczekuje  | [ 7 ]   |
| 2025 | Beyoncé 2024 NFL Halftime Show                           | Outstanding Directing for a Variety Special (jako reżyserka)        | Oczekuje  | [ 7 ]   |
| 2025 | Beyoncé 2024 NFL Halftime Show                           | Outstanding Costumes For Variety, Nonfiction Or Reality Programming | Wygrana   | [ 7 ]   |

#### Daytime Emmy Awards
| Rok  | Nominowane dzieło                 | Kategoria                              | Rezultat  | Przypis |
| ---- | --------------------------------- | -------------------------------------- | --------- | ------- |
| 2022 | „Talks with Mama Tina Theme Song” | Outstanding Original Song for a Series | Nominacja | [ 8 ]   |

#### Sports Emmy Awards
| Rok  | Nominowane dzieło      | Kategoria              | Rezultat  | Przypis |
| ---- | ---------------------- | ---------------------- | --------- | ------- |
| 2025 | Beyoncé: Meet Team USA | Outstanding Open/Tease | Nominacja | [ 9 ]   |

### Nagroda Gildii Aktorów Ekranowych
| Rok  | Film       | Kategoria                                           | Rezultat  | Przypis |
| ---- | ---------- | --------------------------------------------------- | --------- | ------- |
| 2006 | Dreamgirls | Wybitny występ zespołu aktorskiego w filmie kinowym | Nominacja | [ 10 ]  |

### Nagroda Satelita
| Rok  | Film                            | Kategoria                                            | Rezultat  | Przypis |
| ---- | ------------------------------- | ---------------------------------------------------- | --------- | ------- |
| 2003 | Austin Powers i Złoty Członek   | Najlepsza piosenka oryginalna („Work It Out”)        | Nominacja | [ 11 ]  |
| 2006 | Dreamgirls                      | Najlepsza aktorka – komedia lub musical              | Nominacja | [ 12 ]  |
| 2006 | Dreamgirls                      | Najlepsza piosenka oryginalna („Listen”)             | Nominacja | [ 12 ]  |
| 2008 | Cadillac Records                | Najlepsza aktorka drugoplanowa – komedia lub musical | Nominacja | [ 13 ]  |
| 2020 | Król lew                        | Najlepsza piosenka oryginalna („Spirit”)             | Nominacja | [ 14 ]  |
| 2021 | King Richard: Zwycięska rodzina | Najlepsza piosenka oryginalna („Be Alive”)           | Nominacja | [ 15 ]  |

### Brit Awards
| Rok  | Nominacja                  | Kategoria                         | Rezultat  | Przypisy |
| ---- | -------------------------- | --------------------------------- | --------- | -------- |
| 2004 | Dangerously in Love        | Międzynarodowy album              | Nominacja | [ 16 ]   |
| 2004 | Beyoncé Knowles            | Międzynarodowa solowa piosenkarka | Wygrana   | [ 16 ]   |
| 2007 | Beyoncé Knowles            | Międzynarodowa solowa piosenkarka | Nominacja | [ 17 ]   |
| 2009 | Beyoncé Knowles            | Międzynarodowa solowa piosenkarka | Nominacja | [ 18 ]   |
| 2012 | Beyoncé Knowles            | Międzynarodowa solowa piosenkarka | Nominacja | [ 19 ]   |
| 2015 | Beyoncé Knowles            | Międzynarodowa solowa piosenkarka | Nominacja | [ 20 ]   |
| 2017 | Beyoncé Knowles            | Międzynarodowa solowa piosenkarka | Wygrana   | [ 21 ]   |
| 2019 | Beyoncé Knowles oraz Jay-Z | Międzynarodowa grupa              | Wygrana   | [ 22 ]   |
| 2023 | „Break My Soul”            | Międzynarodowa piosenka           | Wygrana   | [ 23 ]   |
| 2023 | Beyoncé Knowles            | Międzynarodowa solowa piosenkarka | Wygrana   | [ 23 ]   |
| 2025 | „Texas Hold ’Em”           | Międzynarodowa piosenka           | Oczekuje  | [ 24 ]   |
| 2025 | Beyoncé Knowles            | Międzynarodowa solowa piosenkarka | Oczekuje  | [ 24 ]   |

### Critics’ Choice Movie Awards
| Rok  | Film                            | Kategoria                       | Rezultat  | Przypisy |
| ---- | ------------------------------- | ------------------------------- | --------- | -------- |
| 2006 | Dreamgirls                      | Najlepsza piosenka („Listen”)   | Wygrana   | [ 25 ]   |
| 2006 | Dreamgirls                      | Najlepsza ścieżką dźwiękowa     | Wygrana   | [ 25 ]   |
| 2006 | Dreamgirls                      | Najlepsza zespół aktorski       | Nominacja | [ 25 ]   |
| 2020 | Król lew                        | Najlepsza piosenka („Spirit”)   | Nominacja | [ 26 ]   |
| 2021 | King Richard: Zwycięska rodzina | Najlepsza piosenka („Be Alive”) | Nominacja | [ 27 ]   |

### NagrodyMTV

#### Europejskie Nagrody Muzyczne MTV
| Rok  | Nominacja                          | Kategoria                              | Rezultat  | Przypisy |
| ---- | ---------------------------------- | -------------------------------------- | --------- | -------- |
| 2002 | Beyoncé Knowles                    | Najlepszy artysta R&B                  | Nominacja | [ 28 ]   |
| 2003 | Beyoncé Knowles                    | Najlepsza artystka                     | Nominacja | [ 29 ]   |
| 2003 | Beyoncé Knowles                    | Najlepszy artysta R&B                  | Wygrana   | [ 29 ]   |
| 2003 | „Crazy in Love”                    | Piosenka roku                          | Wygrana   | [ 29 ]   |
| 2004 | Beyoncé Knowles                    | Najlepsza artystka                     | Nominacja | [ 30 ]   |
| 2004 | Beyoncé Knowles                    | Najlepszy artysta R&B                  | Nominacja | [ 30 ]   |
| 2004 | Dangerously in Love                | Najlepszy album                        | Nominacja | [ 30 ]   |
| 2006 | Beyoncé Knowles                    | Najlepsza artystka                     | Nominacja | [ 31 ]   |
| 2006 | Beyoncé Knowles                    | Najlepszy artysta R&B                  | Nominacja | [ 31 ]   |
| 2007 | Beyoncé Knowles                    | Najlepszy wykonawca urban music        | Nominacja | [ 32 ]   |
| 2007 | Beyoncé Knowles                    | Najlepszy artysta koncertowy           | Nominacja | [ 32 ]   |
| 2007 | „Beautiful Liar”                   | Najbardziej uzależniający utwór        | Nominacja | [ 32 ]   |
| 2008 | Beyoncé Knowles                    | Najlepszy wykonawca urban music        | Nominacja | [ 33 ]   |
| 2009 | Beyoncé Knowles                    | Najlepsza artystka                     | Nominacja | [ 34 ]   |
| 2009 | Beyoncé Knowles                    | Najlepszy artysta koncertowy           | Wygrana   | [ 34 ]   |
| 2009 | „Halo”                             | Piosenka roku                          | Wygrana   | [ 34 ]   |
| 2009 | „Single Ladies (Put a Ring on It)” | Najlepszy teledysk                     | Wygrana   | [ 34 ]   |
| 2010 | „Telephone” (wraz z Lady Gagą)     | Najlepszy teledysk                     | Nominacja | [ 35 ]   |
| 2011 | Beyoncé Knowles                    | Najlepsza artystka                     | Nominacja | [ 36 ]   |
| 2011 | Beyoncé Knowles                    | Najlepszy North American Act           | Nominacja | [ 36 ]   |
| 2011 | „Run the World (Girls)”            | Najlepszy teledysk                     | Nominacja | [ 36 ]   |
| 2013 | Beyoncé Knowles                    | Najlepszy artysta koncertowy           | Wygrana   | [ 37 ]   |
| 2014 | Beyoncé Knowles                    | Najlepsza artystka                     | Nominacja | [ 38 ]   |
| 2014 | Beyoncé Knowles                    | Najlepszy US Act                       | Nominacja | [ 38 ]   |
| 2014 | Beyoncé Knowles                    | Najlepszy artysta koncertowy           | Nominacja | [ 38 ]   |
| 2014 | „Pretty Hurts”                     | Najlepsze video z przekazem społecznym | Wygrana   | [ 38 ]   |
| 2015 | Beyoncé Knowles                    | Najlepszy US Act                       | Nominacja | [ 39 ]   |
| 2016 | Beyoncé Knowles                    | Najlepsza artystka                     | Nominacja | [ 40 ]   |
| 2016 | Beyoncé Knowles                    | Najlepszy US Act                       | Nominacja | [ 40 ]   |
| 2016 | Beyoncé Knowles                    | Najlepszy artysta koncertowy           | Nominacja | [ 40 ]   |
| 2016 | Beyoncé Knowles                    | Najwięksi fani                         | Nominacja | [ 40 ]   |
| 2016 | „Formation”                        | Najlepszy teledysk                     | Nominacja | [ 40 ]   |
| 2018 | The Carters                        | Najlepszy artysta koncertowy           | Nominacja | [ 41 ]   |
| 2018 | „Apeshit”                          | Najlepszy teledysk                     | Nominacja | [ 41 ]   |

#### MTV Movie & TV Awards
| Rok  | Film/utwór                    | Kategoria                        | Rezultat  |
| ---- | ----------------------------- | -------------------------------- | --------- |
| 2003 | Austin Powers i Złoty Członek | Najlepsza żeńska rola przełomowa | Nominacja |
| 2006 | Różowa Pantera                | Sexiest Performance              | Nominacja |
| 2007 | Dreamgirls                    | Najlepsza żeńska rola przełomowa | Nominacja |
| 2010 | Obsesja (wraz z Ali Larter)   | Najlepsza walka                  | Wygrana   |
| 2017 | Lip Sync Battle               | Trending Award                   | Wygrana   |
| 2021 | „Brown Skin Girl”             | Najlepszy moment muzyczny        | Nominacja |

#### MTV Video Music Awards
| Rok  | Teledysk                           | Kategoria                                 | Rezultat  | Przypisy      |
| ---- | ---------------------------------- | ----------------------------------------- | --------- | ------------- |
| 2003 | „Crazy in Love” (z Jayem-Z)        | Najlepszy żeński teledysk                 | Wygrana   | [ 42 ]        |
| 2003 | „Crazy in Love” (z Jayem-Z)        | Najlepszy teledysk R&B                    | Wygrana   | [ 42 ]        |
| 2003 | „Crazy in Love” (z Jayem-Z)        | Najlepsza choreografia                    | Wygrana   | [ 42 ]        |
| 2003 | „Crazy in Love” (z Jayem-Z)        | Nagroda widzów                            | Nominacja | [ 42 ]        |
| 2004 | „Naughty Girl”                     | Najlepszy żeński teledysk                 | Wygrana   | [ 43 ] [ 44 ] |
| 2004 | „Naughty Girl”                     | Najlepszy teledysk taneczny               | Nominacja | [ 43 ] [ 44 ] |
| 2004 | „Naughty Girl”                     | Najlepsza choreografia                    | Nominacja | [ 43 ] [ 44 ] |
| 2004 | „Naughty Girl”                     | Najlepsze zdjęcia                         | Nominacja | [ 43 ] [ 44 ] |
| 2004 | „Me, Myself and I”                 | Najlepszy teledysk R&B                    | Nominacja | [ 43 ] [ 44 ] |
| 2006 | „Check on It” (ze Slimem Thugem)   | Najlepszy teledysk R&B                    | Wygrana   | [ 45 ]        |
| 2007 | Beyoncé                            | Artystka roku                             | Nominacja | [ 46 ] [ 47 ] |
| 2007 | Beyoncé                            | Najbardziej wszechstronny artysta         | Nominacja | [ 46 ] [ 47 ] |
| 2007 | „Beautiful Liar” (z Shakirą)       | Epokowa kolaboracja                       | Wygrana   | [ 46 ] [ 47 ] |
| 2007 | „Beautiful Liar” (z Shakirą)       | Najlepsza reżyseria                       | Nominacja | [ 46 ] [ 47 ] |
| 2007 | „Beautiful Liar” (z Shakirą)       | Najlepsza choreografia                    | Nominacja | [ 46 ] [ 47 ] |
| 2007 | „Beautiful Liar” (z Shakirą)       | Najlepszy montaż                          | Nominacja | [ 46 ] [ 47 ] |
| 2007 | „Irreplaceable”                    | Teledysk roku                             | Nominacja | [ 46 ] [ 47 ] |
| 2009 | „Single Ladies (Put a Ring on It)” | Teledysk roku                             | Wygrana   | [ 48 ]        |
| 2009 | „Single Ladies (Put a Ring on It)” | Najlepszy żeński teledysk                 | Nominacja | [ 48 ]        |
| 2009 | „Single Ladies (Put a Ring on It)” | Najlepsza reżyseria                       | Nominacja | [ 48 ]        |
| 2009 | „Single Ladies (Put a Ring on It)” | Najlepsza choreografia                    | Wygrana   | [ 48 ]        |
| 2009 | „Single Ladies (Put a Ring on It)” | Najlepsze efekty specjalne                | Nominacja | [ 48 ]        |
| 2009 | „Single Ladies (Put a Ring on It)” | Najlepsza dyrekcja artystyczna            | Nominacja | [ 48 ]        |
| 2009 | „Single Ladies (Put a Ring on It)” | Najlepszy montaż                          | Wygrana   | [ 48 ]        |
| 2009 | „Single Ladies (Put a Ring on It)” | Najlepsze zdjęcia                         | Nominacja | [ 48 ]        |
| 2010 | „Telephone” (z Lady Gagą)          | Teledysk roku                             | Nominacja | [ 49 ]        |
| 2010 | „Telephone” (z Lady Gagą)          | Najlepsza kolaboracja                     | Wygrana   | [ 49 ]        |
| 2010 | „Telephone” (z Lady Gagą)          | Najlepsza choreografia                    | Nominacja | [ 49 ]        |
| 2010 | „Video Phone” (z Lady Gagą)        | Najlepszy żeński teledysk                 | Nominacja | [ 49 ]        |
| 2010 | „Video Phone” (z Lady Gagą)        | Najlepszy teledysk popowy                 | Nominacja | [ 49 ]        |
| 2010 | „Video Phone” (z Lady Gagą)        | Najlepsza kolaboracja                     | Nominacja | [ 49 ]        |
| 2010 | „Video Phone” (z Lady Gagą)        | Najlepsza choreografia                    | Nominacja | [ 49 ]        |
| 2010 | „Video Phone” (z Lady Gagą)        | Najlepsza dyrekcja artystyczna            | Nominacja | [ 49 ]        |
| 2011 | „Run the World (Girls)”            | Najlepszy żeński teledysk                 | Nominacja | [ 50 ]        |
| 2011 | „Run the World (Girls)”            | Najlepsza choreografia                    | Wygrana   | [ 50 ]        |
| 2011 | „Run the World (Girls)”            | Najlepsze zdjęcia                         | Nominacja | [ 50 ]        |
| 2012 | „Countdown”                        | Najlepszy montaż                          | Wygrana   | [ 51 ]        |
| 2012 | „Countdown”                        | Najlepsza choreografia                    | Nominacja | [ 51 ]        |
| 2012 | „Love on Top”                      | Najlepszy żeński teledysk                 | Nominacja | [ 51 ]        |
| 2013 | „I Was Here”                       | Najlepsze teledysk z przekazem społecznym | Nominacja | [ 52 ]        |
| 2014 | Beyoncé Knowles                    | Video Vanguard Award                      | Wygrana   | [ 53 ] [ 54 ] |
| 2014 | „Drunk In Love” (z Jayem-Z)        | Teledysk roku                             | Nominacja | [ 53 ] [ 54 ] |
| 2014 | „Drunk In Love” (z Jayem-Z)        | Najlepsza kolaboracja                     | Wygrana   | [ 53 ] [ 54 ] |
| 2014 | „Partition”                        | Najlepszy żeński teledysk                 | Nominacja | [ 53 ] [ 54 ] |
| 2014 | „Partition”                        | Najlepsza choreografia                    | Nominacja | [ 53 ] [ 54 ] |
| 2014 | „Pretty Hurts”                     | Najlepsza reżyseria                       | Nominacja | [ 53 ] [ 54 ] |
| 2014 | „Pretty Hurts”                     | Najlepszy montaż                          | Nominacja | [ 53 ] [ 54 ] |
| 2014 | „Pretty Hurts”                     | Najlepsza kinematografia                  | Wygrana   | [ 53 ] [ 54 ] |
| 2014 | „Pretty Hurts”                     | Najlepsze teledysk z przekazem społecznym | Wygrana   | [ 53 ] [ 54 ] |
| 2015 | „7/11”                             | Teledysk roku                             | Nominacja | [ 55 ]        |
| 2015 | „7/11”                             | Najlepszy żeński teledysk                 | Nominacja | [ 55 ]        |
| 2015 | „7/11”                             | Najlepszy teledysk popowy                 | Nominacja | [ 55 ]        |
| 2015 | „7/11”                             | Najlepszy montaż                          | Wygrana   | [ 55 ]        |
| 2015 | „7/11”                             | Najlepsza choreografia                    | Nominacja | [ 55 ]        |
| 2016 | „Formation”                        | Teledysk roku                             | Wygrana   | [ 56 ]        |
| 2016 | „Formation”                        | Najlepszy teledysk popowy                 | Wygrana   | [ 56 ]        |
| 2016 | „Formation”                        | Najlepsza reżyseria                       | Wygrana   | [ 56 ]        |
| 2016 | „Formation”                        | Najlepsza choreografia                    | Wygrana   | [ 56 ]        |
| 2016 | „Formation”                        | Najlepsza kinematografia                  | Wygrana   | [ 56 ]        |
| 2016 | „Formation”                        | Najlepszy montaż                          | Wygrana   | [ 56 ]        |
| 2016 | „Hold Up”                          | Najlepszy żeński teledysk                 | Wygrana   | [ 56 ]        |
| 2016 | „Hold Up”                          | Najlepsza dyrekcja artystyczna            | Nominacja | [ 56 ]        |
| 2016 | „Freedom” (z Kendrick Lamar)       | Najlepsza kolaboracja                     | Nominacja | [ 56 ]        |
| 2016 | „Sorry”                            | Najlepsza choreografia                    | Nominacja | [ 56 ]        |
| 2016 | Lemonade                           | Najlepszy długometrażowy teledysk         | Wygrana   | [ 56 ]        |
| 2018 | „Apeshit” (z Jayem-Z)              | Teledysk roku                             | Nominacja | [ 57 ]        |
| 2018 | „Apeshit” (z Jayem-Z)              | Najlepsza reżyseria                       | Nominacja | [ 57 ]        |
| 2018 | „Apeshit” (z Jayem-Z)              | Najlepsza kolaboracja                     | Nominacja | [ 57 ]        |
| 2018 | „Apeshit” (z Jayem-Z)              | Najlepsze wideo Hip Hop                   | Nominacja | [ 57 ]        |
| 2018 | „Apeshit” (z Jayem-Z)              | Najlepsza kinematografia                  | Wygrana   | [ 57 ]        |
| 2018 | „Apeshit” (z Jayem-Z)              | Najlepszy montaż                          | Nominacja | [ 57 ]        |
| 2018 | „Apeshit” (z Jayem-Z)              | Najlepsza dyrekcja artystyczna            | Wygrana   | [ 57 ]        |
| 2018 | „Walk on Water”                    | Najlepsze efekty specjalne                | Nominacja | [ 57 ]        |
| 2020 | „Savage Remix”                     | Piosenka lata                             | Nominacja | [ 58 ]        |
| 2021 | „Brown Skin Girl”                  | Najlepsze wideo R&B                       | Nominacja | [ 59 ]        |
| 2021 | „Brown Skin Girl”                  | Najlepsza kinematografia                  | Wygrana   | [ 59 ]        |
| 2021 | „Already”                          | Najlepsza dyrekcja artystyczna            | Nominacja | [ 59 ]        |
| 2022 | „Break My Soul”                    | Piosenka lata                             | Nominacja | [ 60 ]        |
| 2023 | Beyoncé Knowles                    | Artystka roku                             | Nominacja | [ 61 ] [ 62 ] |
| 2023 | Renaissance                        | Album roku                                | Nominacja | [ 61 ] [ 62 ] |
| 2023 | „Cuff It”                          | Piosenka lata                             | Nominacja | [ 61 ] [ 62 ] |
| 2023 | Renaissance World Tour             | Show lata                                 | Nominacja | [ 61 ] [ 62 ] |

### Złote Globy
| Rok  | Film                            | Kategoria                                            | Rezultat  | Przypisy |
| ---- | ------------------------------- | ---------------------------------------------------- | --------- | -------- |
| 2006 | Dreamgirls                      | Najlepsza aktorka w filmie komediowym lub musicalu   | Nominacja | [ 63 ]   |
| 2006 | Dreamgirls                      | Najlepsza piosenka oryginalna („Listen”)             | Nominacja | [ 63 ]   |
| 2008 | Cadillac Records                | Najlepsza piosenka oryginalna („Once in a Lifetime”) | Nominacja | [ 63 ]   |
| 2020 | Król lew                        | Najlepsza piosenka oryginalna („Spirit”)             | Nominacja | [ 63 ]   |
| 2022 | King Richard: Zwycięska rodzina | Najlepsza piosenka oryginalna („Be Alive”)           | Nominacja | [ 64 ]   |

## Inne nagrody

### American Music Award
| Rok  | Nominacja                                   | Kategoria                        | Rezultat  | Przypisy      |
| ---- | ------------------------------------------- | -------------------------------- | --------- | ------------- |
| 2003 | Beyoncé Knowles                             | Ulubiona artystka soulowa/R&B    | Nominacja | [ 65 ] [ 66 ] |
| 2003 | Beyoncé Knowles                             | Nagroda fanów                    | Nominacja | [ 65 ] [ 66 ] |
| 2003 | Dangerously in Love                         | Ulubiony album soulowy/R&B       | Nominacja | [ 65 ] [ 66 ] |
| 2004 | Beyoncé Knowles                             | Ulubiona artystka soulowa/R&B    | Nominacja | [ 67 ]        |
| 2006 | Beyoncé Knowles                             | Artystka roku                    | Wygrana   | [ 68 ]        |
| 2007 | Beyoncé Knowles                             | Ulubiona artystka popowa/rockowa | Nominacja | [ 69 ]        |
| 2007 | Beyoncé Knowles                             | Ulubiona artystka soulowa/R&B    | Nominacja | [ 69 ]        |
| 2007 | B’Day                                       | Ulubiony album soulowy/R&B       | Nominacja | [ 69 ]        |
| 2007 | Dreamgirls: Music from the Motion Picture   | Ulubiona ścieżka dźwiękowa       | Nominacja | [ 69 ]        |
| 2009 | Beyoncé Knowles                             | Ulubiona artystka popowa/rockowa | Nominacja | [ 70 ]        |
| 2009 | Beyoncé Knowles                             | Ulubiona artystka soulowa/R&B    | Wygrana   | [ 70 ]        |
| 2009 | I Am... Sasha Fierce                        | Ulubiony album soulowy/R&B       | Nominacja | [ 70 ]        |
| 2011 | Beyoncé Knowles                             | Ulubiona artystka soulowa/R&B    | Wygrana   | [ 71 ]        |
| 2011 | 4                                           | Ulubiony album soulowy/R&B       | Nominacja | [ 71 ]        |
| 2012 | Beyoncé Knowles                             | Ulubiona artystka soulowa/R&B    | Wygrana   | [ 72 ]        |
| 2014 | Beyoncé Knowles                             | Artystka roku                    | Nominacja | [ 73 ]        |
| 2014 | Beyoncé Knowles                             | Ulubiona artystka soulowa/R&B    | Wygrana   | [ 73 ]        |
| 2014 | Beyoncé                                     | Ulubiony album soulowy/R&B       | Wygrana   | [ 73 ]        |
| 2015 | Beyoncé Knowles                             | Ulubiona artystka soulowa/R&B    | Nominacja | [ 74 ]        |
| 2016 | Beyoncé Knowles                             | Ulubiona artystka soulowa/R&B    | Nominacja | [ 75 ]        |
| 2016 | Lemonade                                    | Ulubiony album soulowy/R&B       | Nominacja | [ 75 ]        |
| 2016 | The Formation World Tour                    | Trasa koncertowa roku            | Wygrana   | [ 75 ]        |
| 2017 | Beyoncé Knowles                             | Ulubiona artystka soulowa/R&B    | Wygrana   | [ 76 ]        |
| 2018 | On the Run II Tour                          | Trasa koncertowa roku            | Nominacja | [ 77 ]        |
| 2019 | Beyoncé Knowles                             | Ulubiona artystka soulowa/R&B    | Wygrana   | [ 78 ]        |
| 2020 | „Savage Remix” (wraz z Megan Thee Stallion) | Kolaboracja roku                 | Nominacja | [ 79 ]        |
| 2022 | Beyoncé Knowles                             | Artystka roku                    | Nominacja | [ 80 ]        |
| 2022 | Beyoncé Knowles                             | Ulubiona artystka R&B            | Wygrana   | [ 80 ]        |
| 2022 | Beyoncé Knowles                             | Ulubiona artystka Pop            | Nominacja | [ 80 ]        |
| 2022 | Renaissance                                 | Ulubiony album R&B               | Wygrana   | [ 80 ]        |
| 2022 | Renaissance                                 | Ulubiony album Pop               | Nominacja | [ 80 ]        |
| 2022 | „Break My Soul”                             | Ulubiona piosenka R&B            | Nominacja | [ 80 ]        |

### ASCAP Pop Music Awards
| Rok  | Nominacja                          | Kategoria              | Rezultat | Przypisy |
| ---- | ---------------------------------- | ---------------------- | -------- | -------- |
| 2001 | Beyoncé Knowles                    | Songwriter of the Year | Wygrana  | [ 81 ]   |
| 2004 | „Crazy in Love”                    | Most Pefomed Songs     | Wygrana  | [ 82 ]   |
| 2005 | „Baby Boy”                         | Most Pefomed Songs     | Wygrana  | [ 83 ]   |
| 2005 | „Me, Myself and I”                 | Most Pefomed Songs     | Wygrana  | [ 83 ]   |
| 2005 | „Naughty Girl”                     | Most Pefomed Songs     | Wygrana  | [ 83 ]   |
| 2006 | „Lose My Breath”                   | Most Pefomed Songs     | Wygrana  | [ 84 ]   |
| 2007 | „Check on It”                      | Most Pefomed Songs     | Wygrana  | [ 85 ]   |
| 2007 | „Grillz”                           | Most Pefomed Songs     | Wygrana  | [ 85 ]   |
| 2008 | „Irreplaceable”                    | Most Pefomed Songs     | Wygrana  | [ 86 ]   |
| 2010 | „Halo”                             | Most Pefomed Songs     | Wygrana  | [ 87 ]   |
| 2010 | „Single Ladies (Put a Ring on It)” | Most Pefomed Songs     | Wygrana  | [ 87 ]   |
| 2010 | „Sweet Dreams”                     | Most Pefomed Songs     | Wygrana  | [ 87 ]   |
| 2011 | „Telephone”                        | Most Pefomed Songs     | Wygrana  | [ 88 ]   |
| 2015 | „Drunk In Love”                    | Most Pefomed Songs     | Wygrana  | [ 89 ]   |
| 2021 | „Savage Remix”                     | Most Pefomed Songs     | Wygrana  | [ 90 ]   |
| 2021 | „Playing Games”                    | Most Pefomed Songs     | Wygrana  | [ 90 ]   |

### BET Awards
| Rok  | Nominacja                                | Kategoria                                  | Rezultat  | Przypisy       |
| ---- | ---------------------------------------- | ------------------------------------------ | --------- | -------------- |
| 2003 | „’03 Bonnie & Clyde” (wraz Jayem-Z)      | Najlepsza kolaboracja                      | Nominacja | [ 91 ]         |
| 2004 | Beyoncé Knowles                          | Najlepsza artystka R&B                     | Wygrana   | [ 92 ]         |
| 2004 | „Crazy in Love” (wraz Jayem-Z)           | Teledysk roku                              | Nominacja | [ 92 ]         |
| 2004 | „Crazy in Love” (wraz Jayem-Z)           | Najlepsza kolaboracja                      | Wygrana   | [ 92 ]         |
| 2004 | „Crazy in Love” (wraz Jayem-Z)           | Nagroda publiczności                       | Nominacja | [ 92 ]         |
| 2004 | Wojna pokus                              | Najlepsza aktorka pierwszoplanowa          | Nominacja | [ 92 ]         |
| 2005 | Beyoncé Knowles                          | Najlepsza artystka R&B                     | Wygrana   | [ 93 ]         |
| 2005 | „Soldier”                                | Najlepsza kolaboracja                      | Nominacja | [ 93 ]         |
| 2005 | „Soldier”                                | Nagroda publiczności                       | Nominacja | [ 93 ]         |
| 2006 | „Check on It”                            | Teledysk roku                              | Nominacja | [ 94 ]         |
| 2006 | „Check on It”                            | Najlepsza kolaboracja                      | Nominacja | [ 94 ]         |
| 2007 | Beyoncé Knowles                          | Najlepsza artystka R&B                     | Wygrana   | [ 95 ]         |
| 2007 | „Beautiful Liar”                         | Teledysk roku                              | Nominacja | [ 95 ]         |
| 2007 | „Irreplaceable”                          | Nagroda publiczności                       | Nominacja | [ 95 ]         |
| 2007 | „Irreplaceable”                          | Teledysk roku                              | Wygrana   | [ 95 ]         |
| 2007 | „Déjà Vu” (wraz Jayem-Z)                 | Najlepsza kolaboracja                      | Nominacja | [ 95 ]         |
| 2007 | „Upgrade U” (wraz Jayem-Z)               | Najlepsza kolaboracja                      | Nominacja | [ 95 ]         |
| 2009 | Beyoncé Knowles                          | Najlepsza artystka R&B                     | Wygrana   | [ 96 ]         |
| 2009 | „Single Ladies (Put a Ring on It)”       | Teledysk roku                              | Wygrana   | [ 96 ]         |
| 2009 | „Single Ladies (Put a Ring on It)”       | Nagroda publiczności                       | Nominacja | [ 96 ]         |
| 2009 | „If I Were a Boy”                        | Teledysk roku                              | Nominacja | [ 96 ]         |
| 2009 | Cadillac Records i Obsesja               | Najlepsza aktorka                          | Nominacja | [ 96 ]         |
| 2010 | Beyoncé Knowles                          | Najlepsza artystka R&B                     | Nominacja | [ 97 ] [ 98 ]  |
| 2010 | „Video Phone” (z Lady Gagą)              | Teledysk roku                              | Wygrana   | [ 97 ] [ 98 ]  |
| 2010 | „Video Phone” (z Lady Gagą)              | Najlepsza kolaboracja                      | Nominacja | [ 97 ] [ 98 ]  |
| 2010 | „Sweet Dreams”                           | Nagroda publiczności                       | Nominacja | [ 97 ] [ 98 ]  |
| 2011 | Beyoncé Knowles                          | Najlepsza artystka R&B                     | Nominacja | [ 99 ] [ 100 ] |
| 2012 | Beyoncé Knowles                          | Reżyser roku                               | Wygrana   | [ 101 ]        |
| 2012 | Beyoncé Knowles                          | Najlepsza artystka R&B                     | Wygrana   | [ 101 ]        |
| 2012 | „Love on Top”                            | Teledysk roku                              | Nominacja | [ 101 ]        |
| 2012 | „Love on Top”                            | Nagroda publiczności                       | Nominacja | [ 101 ]        |
| 2012 | „Love on Top”                            | Teledysk roku                              | Nominacja | [ 101 ]        |
| 2012 | „Countdown”                              |                                            | Nominacja | [ 101 ]        |
| 2012 | „Party” (wraz z J. Cole)                 | Najlepsza kolaboracja                      | Nominacja | [ 101 ]        |
| 2013 | Beyoncé Knowles                          | Najlepsza artystka R&B                     | Nominacja | [ 102 ]        |
| 2014 | Beyoncé Knowles                          | Najlepsza artystka R&B                     | Wygrana   | [ 103 ]        |
| 2014 | Beyoncé Knowles                          | FANdemonium Award                          | Wygrana   | [ 103 ]        |
| 2014 | „Partition”                              | Teledysk roku                              | Nominacja | [ 103 ]        |
| 2014 | „Drunk in Love” (wraz Jayem-Z)           | Teledysk roku                              | Nominacja | [ 103 ]        |
| 2014 | „Drunk in Love” (wraz Jayem-Z)           | Nagroda publiczności                       | Nominacja | [ 103 ]        |
| 2014 | „Drunk in Love” (wraz Jayem-Z)           | Najlepsza kolaboracja                      | Wygrana   | [ 103 ]        |
| 2015 | Beyoncé Knowles                          | Reżyser roku                               | Wygrana   | [ 104 ]        |
| 2015 | Beyoncé Knowles                          | Najlepsza artystka R&B                     | Wygrana   | [ 104 ]        |
| 2015 | „7/11"                                   | Teledysk roku                              | Wygrana   | [ 104 ]        |
| 2015 | „7/11"                                   | Nagroda publiczności                       | Nominacja | [ 104 ]        |
| 2016 | Beyoncé Knowles                          | Najlepsza artystka R&B                     | Wygrana   | [ 105 ]        |
| 2016 | Beyoncé Knowles                          | FANdemonium Award                          | Wygrana   | [ 105 ]        |
| 2016 | „Formation”                              | Teledysk roku                              | Wygrana   | [ 105 ]        |
| 2016 | „Formation”                              | Nagroda publiczności                       | Wygrana   | [ 105 ]        |
| 2016 | „Formation”                              | BET Her Award                              | Wygrana   | [ 105 ]        |
| 2016 | „Feeling Myself”                         | Najlepsza kolaboracja                      | Nominacja | [ 105 ]        |
| 2017 | Beyoncé Knowles                          | Najlepsza artystka R&B                     | Wygrana   | [ 106 ]        |
| 2017 | Lemonade                                 | Album roku                                 | Wygrana   | [ 106 ]        |
| 2017 | „Sorry”                                  | Teledysk roku                              | Wygrana   | [ 106 ]        |
| 2017 | „Sorry”                                  | Reżyser roku                               | Wygrana   | [ 106 ]        |
| 2017 | „Sorry”                                  | Nagroda publiczności                       | Wygrana   | [ 106 ]        |
| 2017 | „Freedom” (wraz z Kendrick Lamar)        | Najlepsza kolaboracja                      | Nominacja | [ 106 ]        |
| 2017 | „Shining” (wraz z DJ Khaled)             | Najlepsza kolaboracja                      | Nominacja | [ 106 ]        |
| 2018 | Beyoncé Knowles                          | Najlepsza artystka R&B                     | Wygrana   | [ 107 ]        |
| 2018 | „Top Off” (wraz z DJ Khaled)             | Najlepsza kolaboracja                      | Nominacja | [ 107 ]        |
| 2019 | Beyoncé Knowles                          | Najlepsza artystka R&B                     | Wygrana   | [ 108 ]        |
| 2019 | Everything is Love                       | Album roku                                 | Nominacja | [ 108 ]        |
| 2019 | „Apeshit”                                | Teledysk roku                              | Nominacja | [ 108 ]        |
| 2019 | The Carters                              | Najlepsza grupa                            | Nominacja | [ 108 ]        |
| 2020 | Beyoncé Knowles                          | Humanitarian Award                         | Wygrana   | [ 109 ]        |
| 2020 | Beyoncé Knowles                          | Najlepsza artystka R&B                     | Nominacja | [ 109 ]        |
| 2020 | Homecoming: The Live Album               | Album roku                                 | Nominacja | [ 109 ]        |
| 2020 | Homecoming                               | Najlepszy film                             | Nominacja | [ 109 ]        |
| 2020 | „Brown Skin Girl”                        | BET Her Award                              | Wygrana   | [ 109 ]        |
| 2021 | Beyoncé Knowles                          | Najlepsza artystka R&B                     | Nominacja | [ 110 ]        |
| 2021 | Beyoncé Knowles (wraz z Dikayl Rimmasch) | Reżyser roku                               | Nominacja | [ 110 ]        |
| 2021 | „Savage Remix”                           | Nagroda publiczności                       | Nominacja | [ 110 ]        |
| 2023 | Beyoncé Knowles                          | Najlepsza artystka R&B                     | Nominacja | [ 111 ]        |
| 2023 | Renaissance                              | Album roku                                 | Wygrana   | [ 111 ]        |
| 2023 | „Break My Soul”                          | Nagroda publiczności                       | Wygrana   | [ 111 ]        |
| 2023 | „Break My Soul”                          | BET Her Award                              | Wygrana   | [ 111 ]        |
| 2024 | Renaissance: A Film by Beyoncé           | Najlepszy film dokumentalny (jako reżyser) | Nominacja | [ 112 ]        |
| 2024 | Renaissance: A Film by Beyoncé           | Najlepsza projekcja kostiumów              | Nominacja | [ 112 ]        |
| 2024 | „My House”                               | Najlepsza piosenka oryginalna              | Nominacja | [ 112 ]        |

### Billboard Music Award
| Rok  | Nominacja                  | Kategoria                                                 | Rezultat  | Przypisy        |
| ---- | -------------------------- | --------------------------------------------------------- | --------- | --------------- |
| 2003 | Beyoncé Knowles            | Artystka roku                                             | Nominacja | [ 113 ]         |
| 2003 | Beyoncé Knowles            | Najlepsza nowa artystka                                   | Wygrana   | [ 113 ]         |
| 2003 | Beyoncé Knowles            | Najlepsza artystka na Hot 100                             | Wygrana   | [ 113 ]         |
| 2003 | Beyoncé Knowles            | Najlepszy nowy artysta R&B                                | Wygrana   | [ 113 ]         |
| 2003 | Beyoncé Knowles            | Najlepsza artystka R&B/hip-hopowa                         | Nominacja | [ 113 ]         |
| 2003 | „Crazy in Love”            | Nagroda za największą ilość tygodni na miejscu 1. Hot 100 | Wygrana   | [ 113 ]         |
| 2004 | Beyoncé Knowles            | Artystka roku                                             | Nominacja | [ 114 ] [ 115 ] |
| 2004 | Beyoncé Knowles            | Najlepsza artystka R&B/hip-hopowa                         | Nominacja | [ 114 ] [ 115 ] |
| 2006 | Beyoncé Knowles            | Najlepszy artysta                                         | Nominacja | [ 116 ] [ 117 ] |
| 2006 | Beyoncé Knowles            | Artystka roku                                             | Nominacja | [ 116 ] [ 117 ] |
| 2006 | Beyoncé Knowles            | Najlepsza artystka R&B/hip-hopowa                         | Nominacja | [ 116 ] [ 117 ] |
| 2006 | „Check on It”              | Top Hot 100 Song                                          | Nominacja | [ 116 ] [ 117 ] |
| 2011 | Beyoncé Knowles            | Artystka dekady                                           | Wygrana   | [ 118 ]         |
| 2011 | „Telephone”                | Najlepsza piosenka taneczna                               | Nominacja | [ 118 ]         |
| 2012 | 4                          | Najlepszy album R&B                                       | Wygrana   | [ 119 ]         |
| 2012 | Beyoncé Knowles            | Najlepsza artystka R&B                                    | Nominacja | [ 119 ]         |
| 2012 | Beyoncé Knowles            | Nagroda fanów: ulubiony artysta                           | Nominacja | [ 119 ]         |
| 2012 | Beyoncé Knowles            | Nagroda fanów: najbardziej inspirujący styl               | Nominacja | [ 119 ]         |
| 2014 | Beyoncé Knowles            | Najlepszy artysta                                         | Nominacja | [ 120 ] [ 121 ] |
| 2014 | Beyoncé Knowles            | Artystka roku                                             | Nominacja | [ 120 ] [ 121 ] |
| 2014 | Beyoncé Knowles            | Najlepsza artystka na Hot 200                             | Nominacja | [ 120 ] [ 121 ] |
| 2014 | Beyoncé Knowles            | Najlepszy artysta koncertowy                              | Nominacja | [ 120 ] [ 121 ] |
| 2014 | Beyoncé Knowles            | Najlepsza artystka R&B                                    | Nominacja | [ 120 ] [ 121 ] |
| 2014 | Beyoncé                    | Najlepszy album na Billboard 200                          | Nominacja | [ 120 ] [ 121 ] |
| 2014 | Beyoncé                    | Najlepszy album R&B                                       | Nominacja | [ 120 ] [ 121 ] |
| 2014 | „Drunk in Love”            | Najlepsza piosenka R&B                                    | Nominacja | [ 120 ] [ 121 ] |
| 2015 | Beyoncé Knowles            | Najlepsza artystka R&B                                    | Nominacja | [ 122 ]         |
| 2015 | Beyoncé                    | Najlepszy album R&B                                       | Nominacja | [ 122 ]         |
| 2017 | Beyoncé Knowles            | Najlepsza artystka na Hot 200                             | Nominacja | [ 123 ]         |
| 2017 | Beyoncé Knowles            | Najlepszy artysta                                         | Nominacja | [ 123 ]         |
| 2017 | Beyoncé Knowles            | Artystka roku                                             | Wygrana   | [ 123 ]         |
| 2017 | Beyoncé Knowles            | Najlepszy artysta koncertowy                              | Wygrana   | [ 123 ]         |
| 2017 | Beyoncé Knowles            | Najlepsza artystka R&B                                    | Wygrana   | [ 123 ]         |
| 2017 | Lemonade                   | Najlepszy album na Billboard 200                          | Nominacja | [ 123 ]         |
| 2017 | Lemonade                   | Najlepszy album R&B                                       | Wygrana   | [ 123 ]         |
| 2017 | The Formation World Tour   | Najlepsza trasa koncertowa R&B                            | Wygrana   | [ 123 ]         |
| 2018 | Beyoncé Knowles            | Najlepsza artystka R&B                                    | Nominacja | [ 124 ]         |
| 2018 | „Mi Gente (Remix)”         | Najlepsza piosenka Latin                                  | Nominacja | [ 124 ]         |
| 2020 | Beyoncé Knowles            | Najlepsza artystka R&B                                    | Nominacja | [ 125 ]         |
| 2020 | Homecoming: The Live Album | Najlepszy album R&B                                       | Nominacja | [ 125 ]         |
| 2021 | „Savage Remix”             | Najlepsza piosenka Rap                                    | Nominacja | [ 126 ]         |
| 2021 | „Savage Remix”             | Najlepiej sprzedająca się piosenka                        | Nominacja | [ 126 ]         |
| 2023 | Beyoncé Knowles            | Najlepszy artysta                                         | Nominacja | [ 127 ]         |
| 2023 | Beyoncé Knowles            | Najlepszy artysta R&B                                     | Nominacja | [ 127 ]         |
| 2023 | Beyoncé Knowles            | Najlepsza żeńska artystka R&B                             | Nominacja | [ 127 ]         |
| 2023 | Beyoncé Knowles            | Najlepszy artysta koncertowy R&B                          | Wygrana   | [ 127 ]         |
| 2023 | Beyoncé Knowles            | Najlepszy artysta Dance/Electronic                        | Wygrana   | [ 127 ]         |
| 2023 | Renaissance                | Najlepszy album R&B                                       | Nominacja | [ 127 ]         |
| 2023 | Renaissance                | Najlepszy album Dance/Electronic                          | Wygrana   | [ 127 ]         |

### Czarne Szpule
| Rok  | Film                               | Kategoria                                                | Rezultat  | Przypisy        |
| ---- | ---------------------------------- | -------------------------------------------------------- | --------- | --------------- |
| 2001 | Aniołki Charliego                  | Wybitna piosenka oryginalna („Independent Women Part I”) | Nominacja | [ 128 ]         |
| 2003 | Austin Powers i Złoty Członek      | Wybitny przełomowy występ aktorski                       | Nominacja | [ 128 ]         |
| 2003 | Austin Powers i Złoty Członek      | Wybitna piosenka oryginalna („Work It Out”)              | Nominacja | [ 128 ]         |
| 2004 | Wojna pokus                        | Wybitna aktorka                                          | Nominacja | [ 129 ]         |
| 2004 | Wojna pokus                        | Wybitna ścieżka dźwiękowa                                | Wygrana   | [ 129 ]         |
| 2004 | Wojna pokus                        | Wybitna piosenka oryginalna („He Still Loves Me”)        | Wygrana   | [ 129 ]         |
| 2007 | Dreamgirls                         | Wybitna aktorka                                          | Nominacja | [ 130 ] [ 131 ] |
| 2007 | Dreamgirls                         | Wybitna ścieżka dźwiękowa                                | Wygrana   | [ 130 ] [ 131 ] |
| 2007 | Dreamgirls                         | Wybitna piosenka oryginalna („Listen”)                   | Nominacja | [ 130 ] [ 131 ] |
| 2014 | Tajemnica zielonego królestwa      | Wybitny występ dubbingowy                                | Nominacja | [ 132 ]         |
| 2015 | On the Run Tour: Beyoncé and Jay-Z | Wybitny dokument telewizyjny lub specjalny               | Nominacja | [ 133 ]         |
| 2017 | Beyoncé: Lemonade                  | Wybitny dokument telewizyjny lub specjalny               | Wygrana   | [ 134 ]         |
| 2019 | Homecoming                         | Wybitny dokument telewizyjny lub specjalny               | Nominacja | [ 135 ]         |
| 2019 | Król lew                           | Wybitna piosenka oryginalna („Spirit”)                   | Nominacja | [ 135 ]         |

### Dorian Awards
| Rok  | Nominacja                                                       | Kategoria                        | Rezultat  | Przypisy |
| ---- | --------------------------------------------------------------- | -------------------------------- | --------- | -------- |
| 2015 | Występ Beyoncé podczas MTV Video Music Awards w 2014            | Muzyczny telewizyjny występ roku | Nominacja | [ 136 ]  |
| 2017 | Występ Beyoncé podczas MTV Video Music Awards w 2016            | Muzyczny telewizyjny występ roku | Nominacja | [ 137 ]  |
| 2017 | Beyoncé Knowles                                                 | Wilde Artist of the Year         | Nominacja | [ 137 ]  |
| 2022 | Występ muzyczny Beyoncé podczas 94. ceremonii wręczenia Oscarów | Muzyczny telewizyjny występ roku | Wygrana   | [ 138 ]  |

### Danish Music Awards
| Rok  | Nominacja   | Kategoria                 | Rezultat  | Przypisy |
| ---- | ----------- | ------------------------- | --------- | -------- |
| 2016 | Lemonade    | Międzynarodowy album roku | Nominacja | [ 139 ]  |
| 2022 | Renaissance | Międzynarodowy album roku | Nominacja | [ 140 ]  |

### Hollywood Music in Media Awards
| Rok  | Film                            | Kategoria                                                      | Rezultat  | Przypisy |
| ---- | ------------------------------- | -------------------------------------------------------------- | --------- | -------- |
| 2019 | Król lew                        | Najlepsza piosenka oryginalna („Spirit”)                       | Nominacja | [ 141 ]  |
| 2021 | King Richard: Zwycięska rodzina | Najlepsza piosenka oryginalna w filmie fabularnym („Be Alive”) | Nominacja | [ 142 ]  |

### iHeartRadio Music Awards
| Rok  | Nominacja                                   | Kategoria                       | Rezultat  | Przypisy |
| ---- | ------------------------------------------- | ------------------------------- | --------- | -------- |
| 2015 | „***Flawless”                               | Piosenka roku Hip-Hop/R&B       | Nominacja | [ 143 ]  |
| 2015 | „Drunk in Love”                             | Piosenka roku Hip-Hop/R&B       | Nominacja | [ 143 ]  |
| 2015 | BeyHive (Fanclub Beyoncé)                   | Best Fan Army                   | Nominacja | [ 143 ]  |
| 2016 | Beyoncé Knowles                             | Artystka roku R&B               | Nominacja | [ 144 ]  |
| 2017 | Beyoncé Knowles                             | Artystka roku R&B               | Nominacja | [ 145 ]  |
| 2017 | „Sorry”                                     | Piosenka roku R&B               | Nominacja | [ 145 ]  |
| 2017 | „Formation”                                 | Najlepszy teledysk              | Nominacja | [ 145 ]  |
| 2017 | BeyHive (Fanclub Beyoncé)                   | Best Fan Army                   | Nominacja | [ 145 ]  |
| 2018 | „Apeshit”                                   | Najlepsza reżyseria w teledysku | Nominacja | [ 146 ]  |
| 2018 | „Apeshit”                                   | Fan Fave Video                  | Nominacja | [ 146 ]  |
| 2018 | The Carters                                 | Najlepsza grupa Hip Hop         | Nominacja | [ 146 ]  |
| 2018 | „Mi Gente (Remix)”                          | Najlepszy Remix                 | Nominacja | [ 146 ]  |
| 2020 | „Before I Let Go”                           | Piosenka roku R&B               | Nominacja | [ 147 ]  |
| 2021 | „Savage Remix” (wraz z Megan Thee Stallion) | Piosenka roku Hip Hop           | Nominacja | [ 148 ]  |
| 2021 | „Savage Remix” (wraz z Megan Thee Stallion) | Najlepsza kolaboracja           | Wygrana   | [ 148 ]  |
| 2023 | Beyoncé Knowles                             | Artysta roku                    | Nominacja | [ 149 ]  |
| 2023 | Renaissance                                 | Najlepszy album R&B             | Wygrana   | [ 149 ]  |
| 2023 | „Break My Soul”                             | Piosenka roku R&B               | Nominacja | [ 149 ]  |
| 2023 | „Summer Renaissance”                        | Najlepsze użycie sampli         | Nominacja | [ 149 ]  |
| 2023 | „Cuff It”                                   | TikTok Bop of the Year          | Nominacja | [ 149 ]  |
| 2023 | BeyHive (Fanclub Beyoncé)                   | Best Fan Army                   | Nominacja | [ 149 ]  |
| 2024 | Innovator Award                             | Całokrztałt                     | Wygrana   | [ 150 ]  |

### Latin Grammy Awards
| Rok  | Nominacja          | Kategoria                     | Rezultat  | Przypisy |
| ---- | ------------------ | ----------------------------- | --------- | -------- |
| 2007 | „Beautiful Liar”   | Nagranie roku                 | Nominacja | [ 151 ]  |
| 2018 | „Mi Gente (Remix)” | Best Urban Fusion/Performance | Nominacja | [ 152 ]  |

### NAACP Image Awards
| Rok  | Nominacja                                   | Kategorie                                             | Rezultat  | Przypisy |
| ---- | ------------------------------------------- | ----------------------------------------------------- | --------- | -------- |
| 2004 | Beyoncé Knowles                             | Artysta roku                                          | Wygrana   | [ 153 ]  |
| 2004 | Beyoncé Knowles                             | Wybitna artystka                                      | Nominacja | [ 153 ]  |
| 2004 | Beyoncé Knowles                             | Wybitny nowy artysta                                  | Nominacja | [ 153 ]  |
| 2004 | Wojna pokus                                 | Wybitna aktorka w filmie fabularnym                   | Nominacja | [ 153 ]  |
| 2004 | „Crazy in Love”                             | Wybitna piosenka                                      | Nominacja | [ 153 ]  |
| 2004 | „Crazy in Love”                             | Wybitny teledysk                                      | Nominacja | [ 153 ]  |
| 2007 | Beyoncé Knowles                             | Wybitna artystka                                      | Nominacja | [ 154 ]  |
| 2007 | Dreamgirls                                  | Wybitna aktorka w filmie fabularnym                   | Nominacja | [ 154 ]  |
| 2007 | B’Day                                       | Wybitny album                                         | Nominacja | [ 154 ]  |
| 2007 | „Irreplaceable”                             | Wybitna piosenka                                      | Nominacja | [ 154 ]  |
| 2007 | „Irreplaceable”                             | Wybitny teledysk                                      | Nominacja | [ 154 ]  |
| 2008 | Beyoncé Knowles                             | Wybitna artystka                                      | Nominacja | [ 155 ]  |
| 2008 | „Beautiful Liar”                            | Wybitny teledysk                                      | Nominacja | [ 155 ]  |
| 2009 | Beyoncé Knowles                             | Wybitna artystka                                      | Wygrana   | [ 156 ]  |
| 2009 | I Am... Sasha Fierce                        | Wybitny album                                         | Nominacja | [ 156 ]  |
| 2009 | „Single Ladies (Put a Ring on It)”          | Wybitna piosenka                                      | Nominacja | [ 156 ]  |
| 2009 | „Single Ladies (Put a Ring on It)”          | Wybitny teledysk                                      | Nominacja | [ 156 ]  |
| 2009 | „If I Were a Boy”                           | Wybitny teledysk                                      | Nominacja | [ 156 ]  |
| 2010 | Cadillac Records                            | Wybitna aktorka drugoplanowa w filmie fabularnym      | Nominacja | [ 156 ]  |
| 2011 | I Am... Tour                                | Outstanding Variety – Series or Special               | Nominacja | [ 157 ]  |
| 2011 | „Why Don’t You Love Me”                     | Wybitny teledysk                                      | Nominacja | [ 157 ]  |
| 2012 | Beyoncé Knowles                             | Wybitna artystka                                      | Nominacja | [ 158 ]  |
| 2012 | 4                                           | Wybitny album                                         | Nominacja | [ 158 ]  |
| 2012 | „Best Thing I Never Had”                    | Wybitna piosenka                                      | Nominacja | [ 158 ]  |
| 2012 | „I Was Here”                                | Wybitny teledysk                                      | Nominacja | [ 158 ]  |
| 2014 | Beyoncé Knowles                             | Artysta roku                                          | Nominacja | [ 159 ]  |
| 2014 | Beyoncé Knowles                             | Wybitna artystka                                      | Wygrana   | [ 159 ]  |
| 2014 | Life Is but a Dream                         | Wybitny dokument                                      | Nominacja | [ 159 ]  |
| 2015 | Beyoncé Knowles                             | Artysta roku                                          | Nominacja | [ 160 ]  |
| 2015 | Beyoncé Knowles                             | Wybitna artystka                                      | Wygrana   | [ 160 ]  |
| 2015 | Beyoncé                                     | Wybitny album                                         | Nominacja | [ 160 ]  |
| 2015 | „Pretty Hurts”                              | Wybitna piosenka                                      | Nominacja | [ 160 ]  |
| 2015 | „Pretty Hurts”                              | Wybitny teledysk                                      | Nominacja | [ 160 ]  |
| 2015 | On the Run Tour: Beyoncé and Jay-Z          | Outstanding Variety – Series or Special               | Nominacja | [ 160 ]  |
| 2017 | Beyoncé Knowles                             | Artysta roku                                          | Nominacja | [ 161 ]  |
| 2017 | Beyoncé Knowles                             | Wybitna artystka                                      | Wygrana   | [ 161 ]  |
| 2017 | Lemonade                                    | Wybitny album                                         | Wygrana   | [ 161 ]  |
| 2017 | „Formation”                                 | Wybitna piosenka                                      | Wygrana   | [ 161 ]  |
| 2017 | „Formation”                                 | Wybitny teledysk                                      | Wygrana   | [ 161 ]  |
| 2017 | „Freedom” (z Kendrick Lamar)                | Wybitna piosenka                                      | Nominacja | [ 161 ]  |
| 2017 | „Freedom” (z Kendrick Lamar)                | Wybitna kolaboracja                                   | Wygrana   | [ 161 ]  |
| 2017 | Beyoncé: Lemonade                           | Outstanding Variety – Series or Special               | Nominacja | [ 161 ]  |
| 2018 | Beyoncé Knowles                             | Wybitna artystka                                      | Nominacja | [ 162 ]  |
| 2019 | Beyoncé Knowles                             | Artysta roku                                          | Wygrana   | [ 163 ]  |
| 2019 | Everything is Love (wraz Jayem-Z)           | Wybitny album                                         | Nominacja | [ 163 ]  |
| 2019 | Everything is Love (wraz Jayem-Z)           | Wybitna kolaboracja                                   | Nominacja | [ 163 ]  |
| 2019 | „Apeshit”                                   | Wybitny teledysk                                      | Nominacja | [ 163 ]  |
| 2020 | Beyoncé Knowles                             | Wybitna artystka                                      | Wygrana   | [ 164 ]  |
| 2020 | Homecoming: The Live Album                  | Wybitny album                                         | Wygrana   | [ 164 ]  |
| 2020 | The Lion King: The Gift                     | Wybitna ścieżka dźwiękowa                             | Wygrana   | [ 164 ]  |
| 2020 | „Spirit”                                    | Wybitna piosenka - tradycyjna                         | Wygrana   | [ 164 ]  |
| 2020 | „Before I Let Go”                           | Wybitna piosenka - contemporary                       | Wygrana   | [ 164 ]  |
| 2020 | „Brown Skin Girl”                           | Wybitna kolaboracja                                   | Wygrana   | [ 164 ]  |
| 2020 | Homecoming                                  | Wybitny dokument                                      | Nominacja | [ 164 ]  |
| 2020 | Homecoming                                  | Outstanding Variety – Series or Special               | Wygrana   | [ 164 ]  |
| 2021 | Beyoncé Knowles                             | Wybitna artystka                                      | Wygrana   | [ 165 ]  |
| 2021 | Black Is King                               | Outstanding Variety Show                              | Nominacja | [ 165 ]  |
| 2021 | Black Is King                               | Wibitna reżyseria w telewizyjnym programie lub filmie | Nominacja | [ 165 ]  |
| 2021 | Black Is King                               | Wybitny teledysk                                      | Nominacja | [ 165 ]  |
| 2021 | „Savage Remix” (wraz z Megan Thee Stallion) | Wybitna piosenka Hip Hop/Rap                          | Wygrana   | [ 165 ]  |
| 2021 | „Savage Remix” (wraz z Megan Thee Stallion) | Wybitna kolaboracja                                   | Wygrana   | [ 165 ]  |
| 2021 | „Brown Skin Girl”                           | Wybitny teledysk                                      | Wygrana   | [ 165 ]  |
| 2022 | Beyoncé Knowles                             | Wybitna artystka                                      | Nominacja | [ 166 ]  |
| 2022 | „Be Alive”                                  | Wybitna piosenka Soul/R&B                             | Nominacja | [ 166 ]  |
| 2023 | Beyoncé Knowles                             | Wybitna artystka                                      | Wygrana   | [ 167 ]  |
| 2023 | Renaissance                                 | Wybitny album                                         | Wygrana   | [ 167 ]  |
| 2023 | „Cuff It”                                   | Wybitna piosenka Soul/R&B                             | Wygrana   | [ 167 ]  |
| 2023 | „Move” (wraz z Grace Jones i Tems)          | Wybitna kolaboracja                                   | Nominacja | [ 167 ]  |
| 2023 | „Be Alive”                                  | Wybitny teledysk                                      | Nominacja | [ 167 ]  |

## Inne wyróżnienia

### Rekordy Guinnessa
| Rok  | Rekordzista                           | Rekord                                                                                             | Przypisy |
| ---- | ------------------------------------- | -------------------------------------------------------------------------------------------------- | -------- |
| 2010 | Beyoncé Knowles                       | Największa ilość nominacji zdobytych przez artystkę w jednym roku                                  | [ 168 ]  |
| 2010 | Beyoncé Knowles                       | Największa ilość nagród zdobytych przez artystkę w jednym roku                                     | [ 169 ]  |
| 2013 | Beyoncé                               | Najszybciej sprzedający się album na platformie iTunes                                             | [ 170 ]  |
| 2014 | Beyoncé Knowles i Jay-Z               | Najlepiej zarabiająca para w Hollywood                                                             | [ 171 ]  |
| 2016 | Beyoncé Knowles                       | Most simultaneous Billboard US Hot R&B/Hip-Hop Top 10 entries by a female artist                   | [ 172 ]  |
| 2016 | Beyoncé Knowles                       | Pierwsza artystka, której sześć pierwszych albumów trafiło na pierwsze miejsce listy Billboard 200 | [ 173 ]  |
| 2018 | Alejandro Fernández i Beyoncé Knowles | Najlepiej sprzedający się singiel w Hiszpanii („Amor Gitano”)                                      | [ 174 ]  |
| 2018 | Beyoncé Knowles                       | Największa ilość nominacji MTV Video Music Awards w kategorii Teledysk roku                        | [ 175 ]  |
| 2018 | Beyoncé Knowles                       | Most current Twitter engagements (average retweets) for a female musician                          | [ 176 ]  |
| 2019 | Beyoncé Knowles i Jay-Z               | Najlepiej sprzedająca się trasa koncertowa duetowa                                                 | [ 177 ]  |
| 2020 | Beyoncé Knowles                       | Największa ilość nominacji do nagrody Grammy wśród artystek                                        | [ 168 ]  |
| 2021 | Beyoncé Knowles i Jay-Z               | Największa ilość nagród Grammy zdobytych przez małżeństwo                                          | [ 178 ]  |
| 2021 | Beyoncé Knowles                       | Największa ilość zdobytych nagród Grammy przez wokalistę                                           | [ 179 ]  |
| 2021 | Beyoncé Knowles                       | Największa ilość zdobytych nagród Grammy przez kobietę                                             | [ 180 ]  |
| 2021 | Beyoncé Knowles i Megan Thee Stallion | Pierwsze kobiety, które zdobyły nagrodę Grammy w kategorii Best Rap Performance                    | [ 181 ]  |
| 2023 | Beyoncé Knowles                       | Hall of Fame Guinness World Records                                                                | [ 182 ]  |
| 2023 | Beyoncé Knowles                       | Największa ilość zdobytych nagród BET przez jednego artystę w historii                             | [ 183 ]  |
| 2023 | Beyoncé Knowles                       | Największa ilość nominacji do nagrody BET otrzymanych przez jednego artystę w historii             | [ 182 ]  |
| 2023 | Beyoncé Knowles                       | Największa ilość zdobytych nagród MTV Video Music Awards przez jednego artystę w historii          | [ 182 ]  |
| 2023 | Beyoncé Knowles                       | Największa ilość nominacji do nagrody Grammy w kategorii Nagranie roku                             | [ 184 ]  |

### Zestawienie magazynów
| Autor         | Rok       | Lista/Wydarzenie                                          | Pozycja/Tytuł | Przypisy |
| ------------- | --------- | --------------------------------------------------------- | --- | -------- |
| BBC           | 2018      | BBC Woman’s Hour                                          | Najpotężniejsza kobieta muzyki | [ 185 ]  |
| BBC           | 2020      | BBC Woman’s Hour                                          | Najpotężniejsza kobieta muzyki | [ 186 ]  |
| Billboard     | 2001      | Największe gwiazdy pop (1981-2019)                        | Uwzględniona (jako członkini grypy Destiny’s Child) | [ 187 ]  |
| Billboard     | 2003      | Największe gwiazdy pop (1981-2019)                        | Gwiazda roku 2003 | [ 187 ]  |
| Billboard     | 2006      | Największe gwiazdy pop (1981-2019)                        | Uwzględniona | [ 187 ]  |
| Billboard     | 2009      | Największe gwiazdy pop (1981-2019)                        | Uwzględniona | [ 187 ]  |
| Billboard     | 2014      | Największe gwiazdy pop (1981-2019)                        | Gwiazda roku 2014 | [ 187 ]  |
| Billboard     | 2016      | Największe gwiazdy pop (1981-2019)                        | Uwzględniona | [ 187 ]  |
| Billboard     | 2009      | Billboard Women In Music                                  | Kobieta roku | [ 188 ]  |
| Billboard     | 2023      | 500 najlepszych piosenek popowych wszech czasów           | 18. miejsce („Crazy in Love”) 135. miejsce („Single Ladies (Put a Ring on It)”) 167. miejsce („Love on Top”) 335. miejsce („Savage Remix”)                                                       | [ 189 ]  |
| CNN           | 2019      | 10 artystów, którzy zmienili muzykę w latach 2010–2019    | Uwzględniona | [ 190 ]  |
| Consequence   | 2022      | 100 najlepszych albumów w historii                        | 18. miejsce (Lemonade) | [ 191 ]  |
| Consequence   | 2022      | 75 najlepszych albumów ostatnich 15 lat                   | 2. miejsce (Lemonade) 37. miejsce (Beyoncé) | [ 192 ]  |
| Forbes        | 2010      | Najbardziej wpływowe kobiety na świecie                   | 9. miejsce | [ 193 ]  |
| Forbes        | 2011      | Najbardziej wpływowe kobiety na świecie                   | 18. miejsce | [ 194 ]  |
| Forbes        | 2012      | Najbardziej wpływowe kobiety na świecie                   | 23. miejsce | [ 195 ]  |
| Forbes        | 2013      | Najbardziej wpływowe kobiety na świecie                   | 18. miejsce | [ 196 ]  |
| Forbes        | 2014      | Najbardziej wpływowe kobiety na świecie                   | 17. miejsce | [ 197 ]  |
| Forbes        | 2015      | Najbardziej wpływowe kobiety na świecie                   | 21. miejsce | [ 198 ]  |
| Forbes        | 2017      | Najbardziej wpływowe kobiety na świecie                   | 50. miejsce | [ 199 ]  |
| Forbes        | 2018      | Najbardziej wpływowe kobiety na świecie                   | 50. miejsce | [ 200 ]  |
| Forbes        | 2019      | Najbardziej wpływowe kobiety na świecie                   | 66. miejsce | [ 201 ]  |
| Forbes        | 2020      | Najbardziej wpływowe kobiety na świecie                   | 72. miejsce | [ 202 ]  |
| Forbes        | 2021      | Najbardziej wpływowe kobiety na świecie                   | 76. miejsce | [ 203 ]  |
| Forbes        | 2023      | Najbardziej wpływowe kobiety na świecie                   | 36. miejsce | [ 204 ]  |
| Fortune       | 2016      | Najbardziej wpływowe kobiety w biznesie                   | 51. miejsce | [ 205 ]  |
| Rolling Stone | 2018      | 100 najlepszych piosenek XXI wieku                        | 1. miejsce („Crazy in Love”) 38. miejsce („Formation”) 51. miejsce („Single Ladies (Put a Ring on It)”)                                                                                          | [ 206 ]  |
| Rolling Stone | 2019      | 100 najlepszych albumów dekady 2010–2019                  | 2. miejsce (Lemonade) 26. miejsce (Beyoncé) | [ 207 ]  |
| Rolling Stone | 2021      | 100 najlepszych teledysków                                | 1. miejsce („Formation”) 12. miejsce („Single Ladies (Put a Ring on It)”) 29. miejsce („Apeshit”) 66. miejsce („Telephone”)                                                                      | [ 208 ]  |
| Rolling Stone | 2021      | Lista 500 utworów wszech czasów                           | 16. miejsce („Crazy in Love”) 73. miejsce („Formation”) 228. miejsce („Single Ladies (Put a Ring on It)”) 285. miejsce („Say My Name”; jako utwór Destiny’s Child) 438. miejsce („Savage Remix”) | [ 209 ]  |
| Rolling Stone | 2022      | 50 Greatest Concept Albums of All Time                    | 15. miejsce (Lemonade) | [ 210 ]  |
| Rolling Stone | 2023      | 200 najlepszych piosenkarzy wszech czasów                 | 8. miejsce | [ 211 ]  |
| Rolling Stone | 2023      | 500 najlepszych albumów wszech czasów                     | 32. miejsce (Lemonade) 71. miejsce (Renaissance) 81. miejsce (Beyoncé) 291. miejsce (The Writing’s on the Wall;jako album Destiny’s Child)                                                       | [ 212 ]  |
| Time          | 2013      | 100 najbardziej wpływowych ludzi na świecie               | Uwzględniona | [ 213 ]  |
| Time          | 2014      | 100 najbardziej wpływowych ludzi na świecie               | Uwzględniona | [ 214 ]  |
| Time          | 2014      | Kobieta roku                                              | Utytułowana | [ 215 ]  |
| Time          | 2023      | 100 najbardziej wpływowych ludzi na świecie               | Uwzględniona | [ 216 ]  |
| The Times     | 2023      | 20 najlepszych wokalistów stulecia                        | 3. miejsce | [ 217 ]  |
| Variety       | 2017–2022 | Variety500: 500 najważniejszych osób w światowych mediach | Uwzględniona | [ 218 ]  |